# William Pulteney Alison

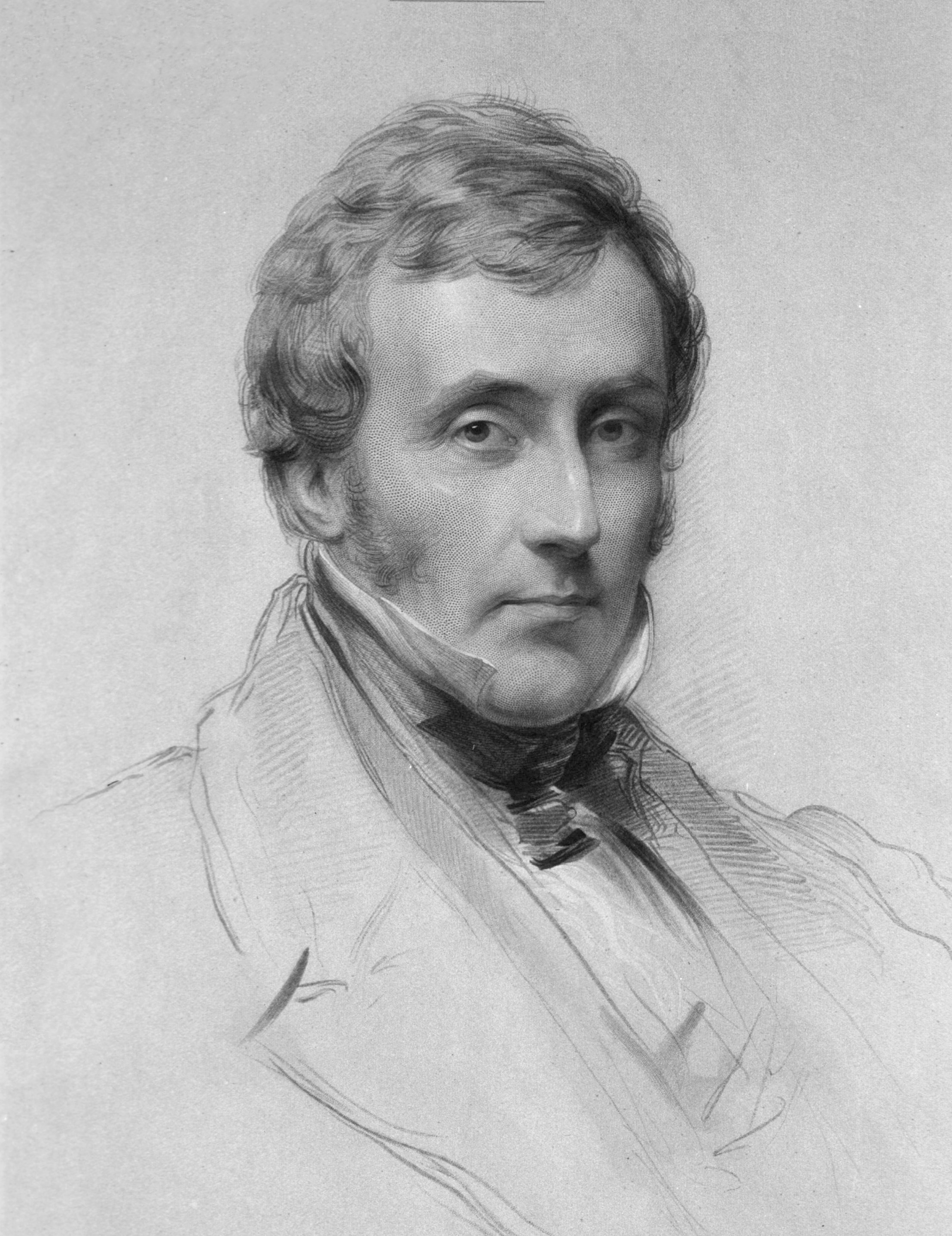
William Pulteney Alison (Alter unbekannt)

William Pulteney Alison (* 12. November 1790 in Burghmuirhead; † 22. September 1859) war ein schottischer Arzt, Sozialreformer und Philanthrop. Alison war Professor für Medizin an der University of Edinburgh, diente als Präsident der Medico-Chirurgical Society of Edinburgh (1833), Präsident des Royal College of Physicians of Edinburgh, und Vize-Präsident der British Medical Association während des Convents in Edinburgh, 1858.

## Leben und Wirken
Alisons Vater, Archibald Alison, arbeitete als Pfarrer der Scottish Episcopal Church, hatte einige Jahre die Pfarrei in Kenley, Shropshire, betreut. Nach seiner Rückkehr nach Schottland, 1800, leitete er die Gemeinde in Edinburgh und hatte sich mit dem Essay on Taste in philosophischen Kreisen einen Namen gemacht. Alisons Mutter war Dorothea Gregory, die Tochter von John Gregory und damit Mitglied einer ausgesprochen gelehrten schottischen Familie. Williams jüngerer Bruder Archibald Alison (1792–1862) machte sich als Historiker einen Namen und wurde geadelt.
William wurde 1790 in Burghmuirhead nahe Edinburgh geboren. Er wurde privat unterrichtet und schrieb sich 1803 am Edinburgh College ein, wo er zuerst die Künste und später Medizin studierte. Zu Alisons Professoren gehörte neben Verwandten wie seinem Onkel James Gregory, dem Professor für Practice of Physic und führender Mediziner Edinburghs, auch Dougald Stewart, ein persönlicher Freund seines Vaters, dem er ein tiefes Verständnis philosophischer, insbesondere ethischer Fragen verdankte. Die Beziehung war so intensiv, dass Stewart ihn gelegentlich als potentiellen Nachfolger in seiner Professur bezeichnete. 1811 wurde Alison in Edinburgh zum M.D. promoviert.
Abgesehen von einer längeren Reise im kontinentalen Europa verbrachte er sein gesamtes Berufsleben in Edinburgh, wo er ab 1815 als Arzt in der neu eingerichteten New Town Dispensary den Armen der Stadt medizinisch zur Seite stand. Diese Tätigkeit brache Alison in Kontakt mit den ärmsten Bevölkerungsschichten Edinburghs, ihren Wünschen, Hoffnungen aber eben auch ihren Erkrankungen. Die überwiegend von Alison verfassten, vierteljährlichen Berichte waren lange Zeit eine Quelle für Krankheitsbeschreibungen und auch Jahre nach seinem Tod aus epidemiologischer Sicht wertvolle Quellen. Neben dieser Tätigkeit war er auch als Arzt der Royal Infirmary of Edinburgh tätig.
1820 wurde er als Nachfolger von Andrew Duncan zum Regius Professor of Forensic Medicine und damit zum zweiten Amtsinhaber der Professur berufen. Mit der Professur nicht ausgelastet, assistierte er seinem Onkel in der Practice of Physic. Er hielt seinen Lehrstuhl nur zwei Jahre und wurde im Anschluss zum Nachfolger von Andrew Duncan, dem Vater seines Vorgängers als Professor der Institutes of Medicine berufen. Sein Nachfolger in der Regius Professur wurde der junge Toxikologe Robert Christison. Diesem Fach wurde damals der Teilbereich der Pathologie zugerechnet. Er lehrte einige Jahre in dieser Funktion und assistierte Duncan sr., wenn dieser lehrte. Die Lehrinhalte waren eine Mischung aus Physiologie, Pathologie und therapeutischen Lehren, die er 1831 unter dem Titel Outlines of Physiology veröffentlichte.
Als nach einigen Jahren der Lehrstuhl seines Onkels neu besetzt werden musste, wurde Alison als der ideale Kandidat berufen. Seine praktische Arbeit und seine Lehren versorgten ihn mit ausreichend Material, das er in dem Band Outlines of Pathology and Practice of Physics knapp aber informativ verarbeitete. 1846 erlitt er zum ersten Mal einen epileptischen Anfall, und zeigte damit Symptome einer Erkrankung, die ihn in den Jahren bis zu seinem Tod mehrfach betreffen würden. Als seine Kräfte ihm 1855 seinen energieraubenden Alltag nicht mehr erlaubten, zog sich Alison aus der praktischen Arbeit und der Lehre zurück und wurde mit einer mageren Pension bedacht. Seinen letzten öffentlichen Auftritt hatte er anlässlich des Treffens der British Medical Association im Juli 1858, die er als Vizepräsident leitete.
Neben seiner ärztlichen Tätigkeit befasste sich Alison mit der volkswirtschaftlichen Fragen, insbesondere dem Umgang mit der armen Bevölkerung. Hier empfahl er gemeinsam mit seinem Bruder Archibald eine aktive Politik zur Armutsbekämpfung. Alisons Engagement wurde von verschiedenen Autoren als beispielhaft für eine Medizin-inspirierte Politik betrachtet.

## Bibliografie
- Outlines of Physiology, 1839
- Outlines of Pathology and Practice of Physics